# Emir of Qatar Cup 2023
Der Emir of Qatar Cup 2023  war die 51. Austragung eines Ko-Fußballwettbewerbs in Katar. Das Turnier wurde vom katarischen Fußballverband organisiert. Es begann mit einem Spiel der Vorrunde am 27. Januar 2023 und endete mit dem Finale am 12. Mai 2023. Titelverteidiger war der al-Duhail SC.

## Termine
| Runde         | Datum               |
| ------------- | ------------------- |
| Vorrunde      | 27. Januar 2023     |
| Achtelfinale  | 6. – 9. März 2023   |
| Viertelfinale | 9. – 11. April 2023 |
| Halbfinale    | 24./25. April 2023  |
| Finale        | 12. Mai 2023        |

## Vorrunde
|                 | Ergebnis        |             |
| --------------- | --------------- | ----------- |
| 27. Januar 2023 |                 |             |
| Mesaimeer SC    | 2:2 (4:5 i. E.) | Muaither SC |

## Achtelfinale
|                        | Ergebnis        |                   |
| ---------------------- | --------------- | ----------------- |
| 6. März 2023           |                 |                   |
| Umm-Salal SC           | 1:0             | al-Khor SC        |
| al-Duhail SC           | 1:0             | al-Kharitiyath SC |
| 7. März 2023           |                 |                   |
| al-Rayyan SC           | 1:2             | al-Sailiya        |
| al-Sadd Sports Club    | 4:0             | Al-Markhiya SC    |
| 8. März 2023           |                 |                   |
| al-Wakrah SC           | 1:1 (2:4 i. E.) | Al-Shahania SC    |
| Al-Arabi               | 3:0             | al-Shamal SC      |
| 9. März 2023           |                 |                   |
| al-Ahli SC             | 1:3             | Muaither SC       |
| al-Gharafa Sports Club | 4:1             | Qatar SC          |

## Viertelfinale
|                | Ergebnis        |                        |
| -------------- | --------------- | ---------------------- |
| 8. April 2023  |                 |                        |
| Muaither SC    | 0:2             | Al-Arabi               |
| 9. April 2023  |                 |                        |
| Al-Shahania SC | 3:3 (4:3 i. E.) | al-Gharafa Sports Club |
| 10. April 2023 |                 |                        |
| al-Sailiya     | 2:2 (5:4 i. E.) | al-Duhail SC           |
| 11. April 2023 |                 |                        |
| Umm-Salal SC   | 1:3             | al-Sadd Sports Club    |

## Halbfinale
|                     | Ergebnis |                |
| ------------------- | -------- | -------------- |
| 24. April 2023      |          |                |
| al-Sadd Sports Club | 5:1      | Al-Shahania SC |
| 25. April 2023      |          |                |
| al-Sailiya          | 1:7      | Al-Arabi       |

## Finale
|                     | Ergebnis |          |
| ------------------- | -------- | -------- |
| 12. Mai 2023        |          |          |
| al-Sadd Sports Club | 0:3      | Al-Arabi |